# سعيد آقاخاني
سعيد أغاخاني (بالفارسية: سعید آقاخانی) (مواليد في بيجار)، هو ممثل وكاتب ومخرج للسينما والتلفزيون. تخرج من جامعة طهران.
سعيد أغاخاني في مهرجان فجر السينمائي الثالث والثلاثين لفيلم وداعان بطولة وداع موتمان بعد منافسة حادة مع سيامك سفاري على اعترافاتي بعقل شديد من إخراج هومان سيد ، أفضل ممثل في سيمورج كريستال على التوالي.

## روابط خارجية
- سعيد آقاخاني على موقع IMDb (الإنجليزية)
- سعيد آقاخاني على موقع قاعدة بيانات الفيلم (الإنجليزية)
- سعيد آقاخاني على موقع كينوبويسك (الروسية)